# 喜多埠頭

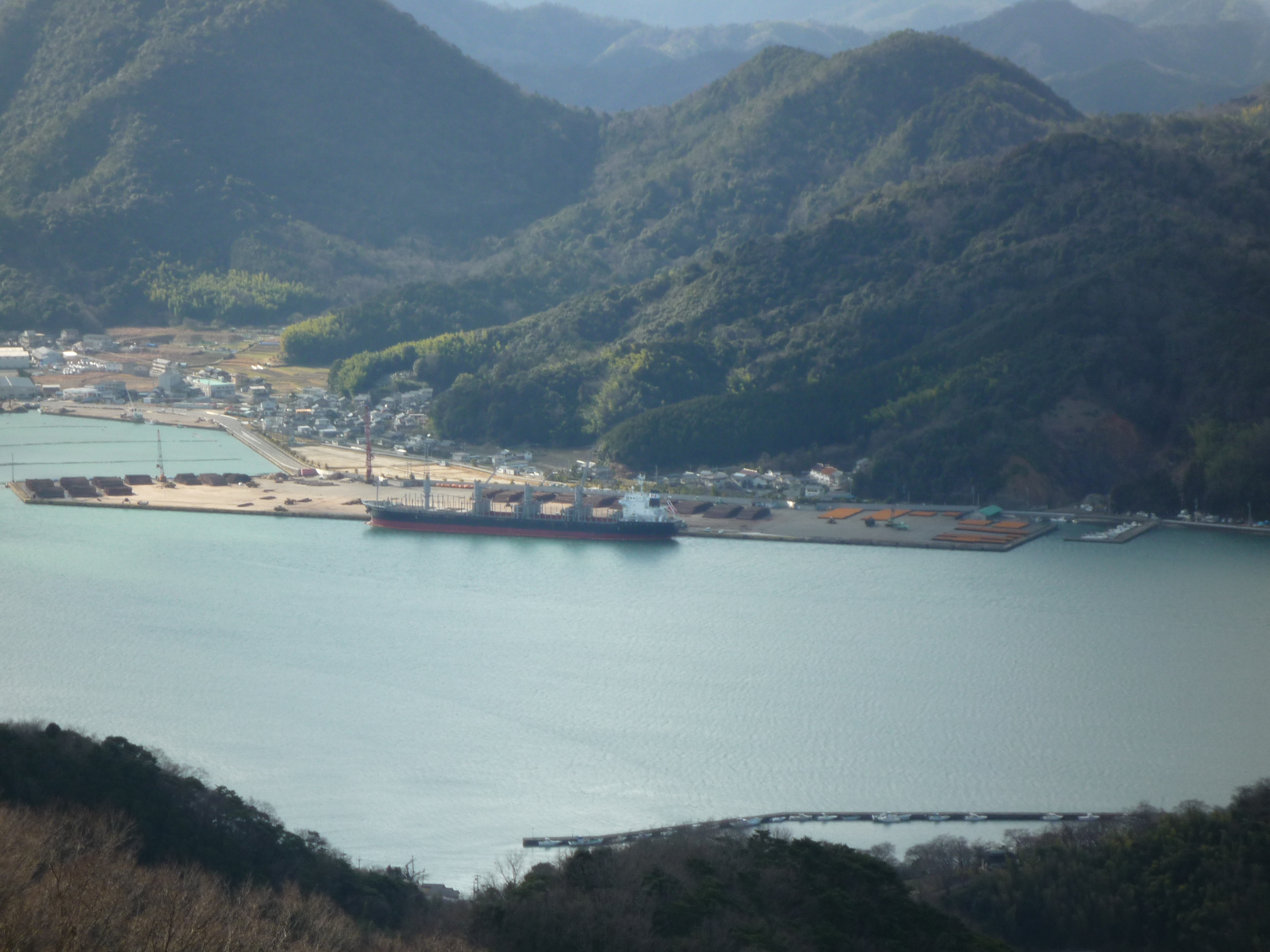
喜多埠頭全景。木材専用埠頭として機能している。

喜多埠頭（きたふとう）は、京都府舞鶴市にある舞鶴港の埠頭。主に木材を主要貨物としており、現在は木材専用埠頭となっている。

## 概要
舞鶴港は戦前より北洋木材の輸入港として発展しており、1995年（平成7年）に拡大する木材輸入専用埠頭として、30,000D/W級船舶の入港可能な喜多埠頭を建設した。水深は-7.5mから-12.0mあり、陸上貯木場やタワークレーンなどが整備されている。
なお、広大な埠頭用地を生かし、客船寄港時や非常時の物資輸送に活用できるような構造となっている。

## 交通
- 舞鶴若狭自動車道・舞鶴西ICから国道27号経由で約8km。（車で約10分）

## 主な利用企業
- 双日建材京都営業所
- 山陰丸和林業舞鶴事務所
- 京華産業舞鶴営業所

## 工業団地
- 喜多工業団地
- 舞鶴木材工業団地